# Apoikiaceae
Famille
Les Apoikiaceae  sont une famille de Chrysophyceae dans l'embranchement des Ochrophyta, seule de la famille de l'ordre des Apoikiales dont l'espèce type est Apoikia lindahlii Skuja.

## Étymologie
Le nom vient du genre type Apoikia, dérivé du grec ancien ἀποικία / apoikia, « colonisation, colonie », en référence à l'habitus colonial de ces organismes.

## Description
Ce sont des algues Chrysophyceae non photosynthétiques, poussant en colonies, composées de cellules incolores noyées dans un mucilage incolore. Les cellules sont sphériques ou ellipsoïdales,
pourvu de deux flagelles de longueurs inégales. Il n'y a aucune connexion entre chaque cellule.

## Liste des genres
Selon AlgaeBase (18 jan. 2022) :
- Apoikia E.Kim, N.Yubuki, B.S.Leander & L.E.Graham, 2010
- Apoikiospumella Boenigk & Grossmann, 2016